# Billardbord
Et billardbord er et bord beregnet til at spille billard på. Bordets overflade er lavet af skifer dækket af et klæde og omgivet af en ramme, kaldet bande.

## Fysisk opbygning
Der findes forskellige varianter af billardborde beregnet på forskellige billarddiscipliner. Man skelner grundlæggende mellem to typer borde:
- Borde med huller til spil som pool, snooker og keglebillard
- Borde uden huller til carambolebillard

Bordenes størrelsesforhold varierer ligeledes. Her gives de officielle internationale mål på borde til de mest kendte discipliner:
- Carambolebillard: 10 × 5 ft
- Snooker: 12 × 6 ft
- Pool: Varierende størrelser, men oftest 7 × 3,5 ft, 8 × 4 ft eller 9 × 4,5 ft.

De officielle danske mål er 2,84 × 1,42 m til blandt andet keglebillard.
Borde kan dog fås i mange forskellige størrelser til uofficiel brug.
Banderne kan være lavet af forskellige materialer, der har varierende grad af elasticitet, men der er ofte tale om en form for gummi. Banderne er dækket af samme klæde som resten af bordet.
Klædet er fremstillet af uld eller en blanding af uld og nylon, og det er normalt grønt. Billardborde til offentlig anvendelse bruger ofte et mere slidstærkt stof end professionelle borde, hvilket gør at ballerne løber langsommere.

## Mærker
Billardborde har på klædet mærker, der anvendes i spillet. Det drejer sig typisk om markeringer af, hvor bal (billard)lerne placeres ved i udgangspunktet. Desuden har man på nogle borde mærker på banderne, der kan bruges af spillerne som hjælp til at finde den rigtige vinkel på stødet. 